# Aleksandr Goremykin
Pour les articles homonymes, voir Goremykine.
Aleksandr Goremykin (également connu sous le nom d'Aleksandr Sokolov ; né le 3 mars 1971) est un athlète soviétique (russe), spécialiste du 200 m.

## Biographie
Ses meilleurs temps sont :
- 100 m :	10 s 30		Moscou	14/06/1990
- 200 m :	20 s 36	 Tokyo	26/08/1991

Il détient le record de Russie sur 4 × 100 m avec un temps de 38 s 46 (avec une équipe soviétique composée uniquement de Russes), obtenu à Split en 1990.

### Palmarès
| Date | Compétition                    | Lieu    | Résultat | Épreuve   | Performance |
| ---- | ------------------------------ | ------- | -------- | --------- | ----------- |
| 1988 | Championnats du monde juniors  | Sudbury | 6e       | 200 m     | 21 s 12     |
| 1990 | Championnats du monde juniors  | Plovdiv | 1er      | 200 m     | 20 s 47     |
| 1990 | Championnats du monde juniors  | Plovdiv | 2e       | 4 × 100 m | 39 s 58     |
| 1990 | Championnats d'Europe          | Split   | 4e       | 4 × 100 m | 38 s 46     |
| 1991 | Championnats du monde          | Tokyo   | 8e       | 200 m     | 20 s 78     |
| 1991 | Championnats du monde          | Tokyo   | 7e       | 4 × 100 m | 38 s 68     |
| 1992 | Championnats d'Europe en salle | Gênes   | 3e       | 200 m     | 21 s 09     |